# Kołodziąż (gromada)
Kołodziąż – dawna gromada, czyli najmniejsza jednostka podziału terytorialnego Polskiej Rzeczypospolitej Ludowej w latach 1954–1972.
Gromady, z gromadzkimi radami narodowymi (GRN) jako organami władzy najniższego stopnia na wsi, funkcjonowały od reformy reorganizującej administrację wiejską przeprowadzonej jesienią 1954 do momentu ich zniesienia z dniem 1 stycznia 1973, tym samym wypierając organizację gminną w latach 1954–1972.
Gromadę Kołodziąż z siedzibą GRN w Kołodziążu utworzono – jako jedną z 8759 gromad – w powiecie węgrowskim w woj. warszawskim, na mocy uchwały nr VI/10/22/54 WRN w Warszawie z dnia 5 października 1954. W skład jednostki weszły obszary dotychczasowych gromad Bojewo, Kołodziąż, Kołodziąż-Rybie i Sokółka (z wyłączeniem obszarów o powierzchni 6 ha położonych po lewej stronie toru kolejowego biegnącego z Łochowa do Małkini) ze zniesionej gminy Sadowne w powiecie węgrowskim, obszar dotychczasowej gromady Orzełek oraz kolonia Cegielnia z dotychczasowej gromady Złotki ze zniesionej gminy Prostyń w powiecie węgrowskim, a także kolonia Kwestia z dotychczasowej gromady Maliszewa Nowa ze zniesionej gminy Chruszczewka w powiecie sokołowskim (woj. warszawskie). Dla gromady ustalono 21 członków gromadzkiej rady narodowej.
Gromadę zniesiono 1 stycznia 1969, a jej obszar włączono do gromad Sadowne (wsie Bojewo, Kołodziąż, Kołodziąż-Rybia i Sokółka) i Prostyń (wieś Orzełek i kolonię Złotki) w tymże powiecie.